# Benedikt von Kefalonia
Benedikt von Kefalonia († nach 1239) war von 1207 bis um 1239 der erste lateinische Bischof von Kefalonia.

## Leben
Er war ein Verwandter des Grafen Maio, der zu jener Zeit die Insel beherrschte. In Benedikts mehr als 37 Jahre währende Amtszeit fällt der Übergang von einem griechischen zu einem lateinischen Episkopat im fränkischen Griechenland, die Neuordnung der Kirche nach dem Vierten Laterankonzil, die wechselnden Zugehörigkeiten der weltlichen Mächte und schließlich die Probleme, die von den oft ungebildeten und skandalträchtigen Geistlichen verursacht wurden, die während der ersten Jahrzehnte nach dem Vierten Kreuzzug herrschten: Benedikt wurde der Simonie, Ignoranz, Nachlässigkeit und sexueller Verfehlungen beschuldigt.